# Lijst van personen overleden in 1946
Dit is een lijst van personen die zijn overleden in 1946.

## Januari

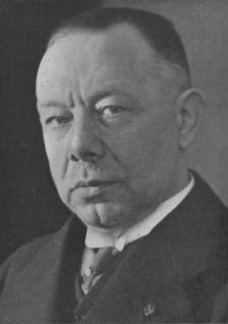
Doe Hans
4 januari

| 1 | 2 | 3 | 4 | 5 | 6 | 7 | 8 | 9 | 10 | 11 | 12 | 13 | 14 | 15 | 16 | 17 | 18 | 19 | 20 | 21 | 22 | 23 | 24 | 25 | 26 | 27 | 28 | 29 | 30 | 31 |
| - | - | - | - | - | - | - | - | - | -- | -- | -- | -- | -- | -- | -- | -- | -- | -- | -- | -- | -- | -- | -- | -- | -- | -- | -- | -- | -- | -- |

### 3 januari
- William Joyce (39), Amerikaans nazi-propagandist

### 4 januari
- Doe Hans (63), Nederlands journalist

### 19 januari
- Harm Kolthek (73), Nederlands vakbondsbestuurder en politicus

### 22 januari
- Hendrik Jan Verbeek (70), Nederlands burgemeester

### 26 januari
- Elena Brockmann (78), Spaans kunstschilder

### 29 januari
- Harry Hopkin (55), Amerikaans presidentieel adviseur.

## Februari
| 1 | 2 | 3 | 4 | 5 | 6 | 7 | 8 | 9 | 10 | 11 | 12 | 13 | 14 | 15 | 16 | 17 | 18 | 19 | 20 | 21 | 22 | 23 | 24 | 25 | 26 | 27 | 28 |
| - | - | - | - | - | - | - | - | - | -- | -- | -- | -- | -- | -- | -- | -- | -- | -- | -- | -- | -- | -- | -- | -- | -- | -- | -- |

### 3 februari
- E. Phillips Oppenheim (79), Engels schrijver

### 5 februari
- George Arliss (77), Brits acteur

### 23 februari
- Tomoyuki Yamashita (60), Japans generaal

## Maart

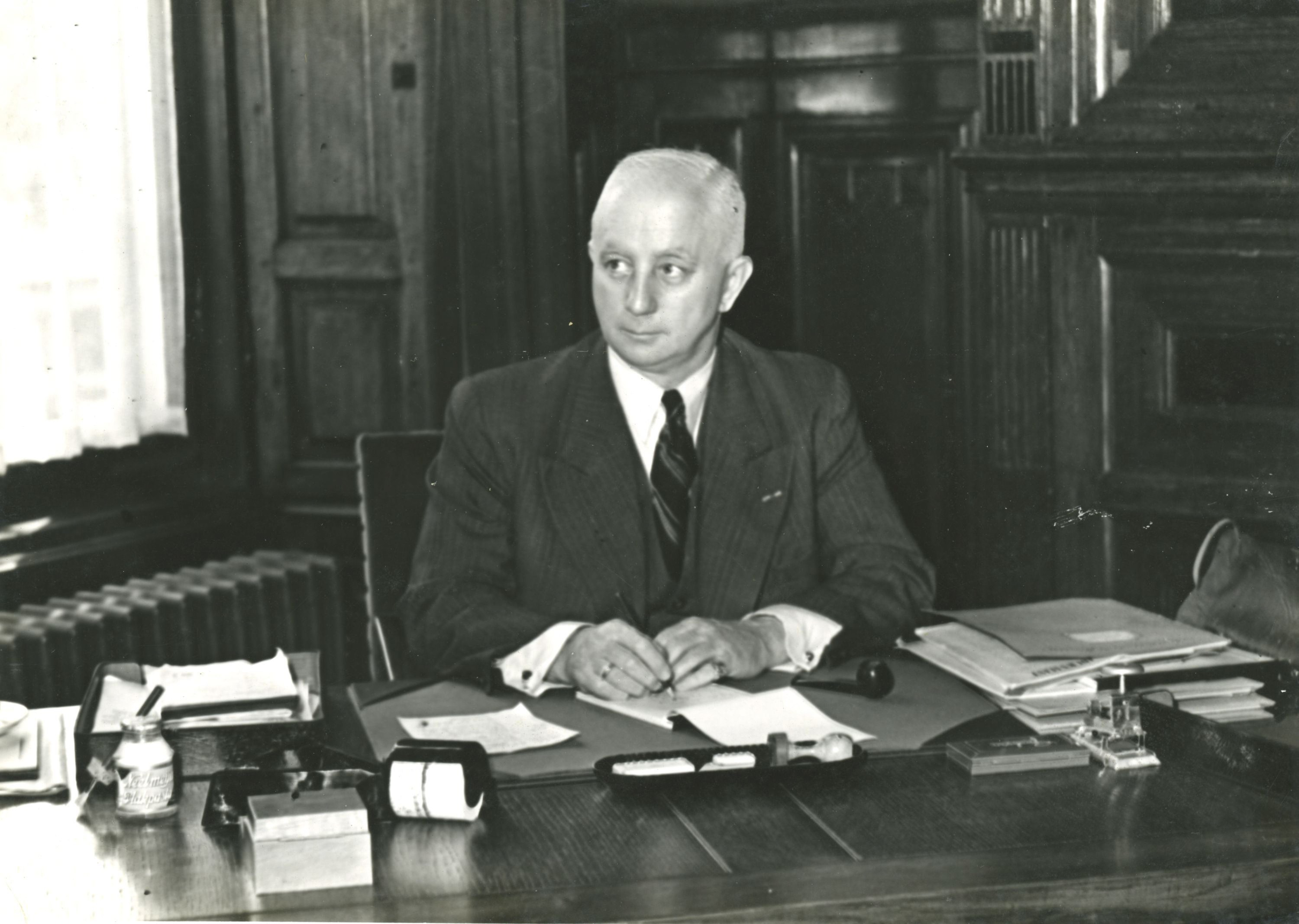
Max Blokzijl
16 maart

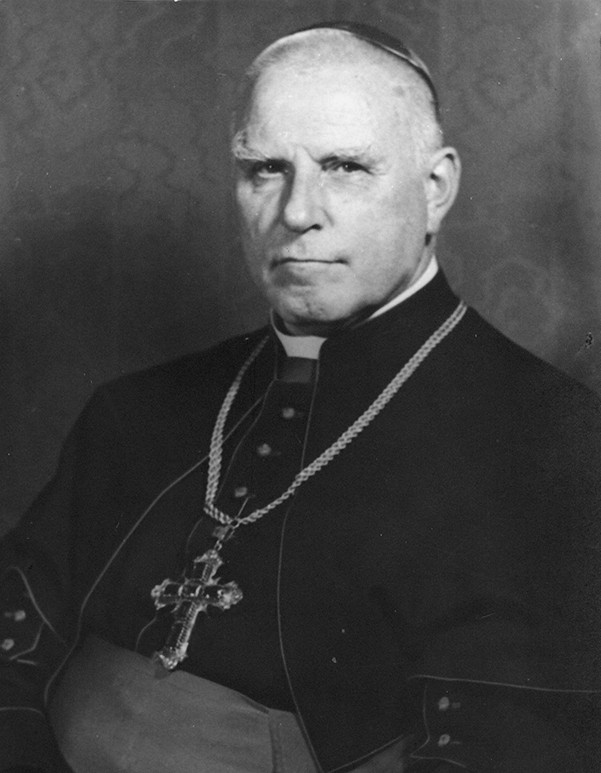
Clemens August von Galen
22 maart

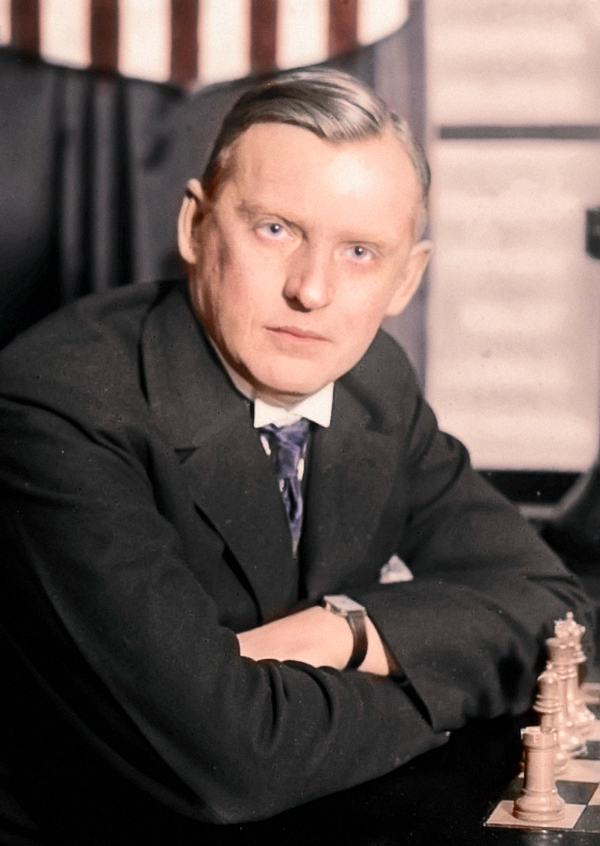
Aleksandr Aljechin
24 maart

| 1 | 2 | 3 | 4 | 5 | 6 | 7 | 8 | 9 | 10 | 11 | 12 | 13 | 14 | 15 | 16 | 17 | 18 | 19 | 20 | 21 | 22 | 23 | 24 | 25 | 26 | 27 | 28 | 29 | 30 | 31 |
| - | - | - | - | - | - | - | - | - | -- | -- | -- | -- | -- | -- | -- | -- | -- | -- | -- | -- | -- | -- | -- | -- | -- | -- | -- | -- | -- | -- |

### 12 maart
- Ferenc Szálasi (49), Hongaars politicus

### 13 maart
- Abraham Bredius (90), Nederlands kunstkenner, schilderijenverzamelaar en museumdirecteur

### 14 maart
- Werner von Blomberg (67), Duits veldmaarschalk

### 16 maart
- Max Blokzijl (61), Nederlands zanger en journalist

### 20 maart
- Amadeus William Grabau (76), Duits/Amerikaans paleontoloog en geoloog

### 22 maart
- Clemens August von Galen (68), Duits kardinaal

### 24 maart
- Aleksandr Aljechin (53), Russisch schaakgrootmeester
- Carl Schuhmann (76), Duits sporter

### 29 maart
- George Washington (74), Amerikaans/Belgisch/Brits uitvinder van onder andere de oploskoffie

### 31 maart
- Francisco Largo Caballero (76), Spaans politicus
- John Vereker (59), Brits veldmaarschalk

## April
| 1 | 2 | 3 | 4 | 5 | 6 | 7 | 8 | 9 | 10 | 11 | 12 | 13 | 14 | 15 | 16 | 17 | 18 | 19 | 20 | 21 | 22 | 23 | 24 | 25 | 26 | 27 | 28 | 29 | 30 |
| - | - | - | - | - | - | - | - | - | -- | -- | -- | -- | -- | -- | -- | -- | -- | -- | -- | -- | -- | -- | -- | -- | -- | -- | -- | -- | -- |

### 1 april
- Noah Beery (64), Amerikaans acteur

### 10 april
- Karel Henri Broekhoff (59), Nederlands politiefunctionaris

### 15 april
- Adelgunde van Bragança (87), hertogin van Guimarǎes, Portugese prinses

## Mei

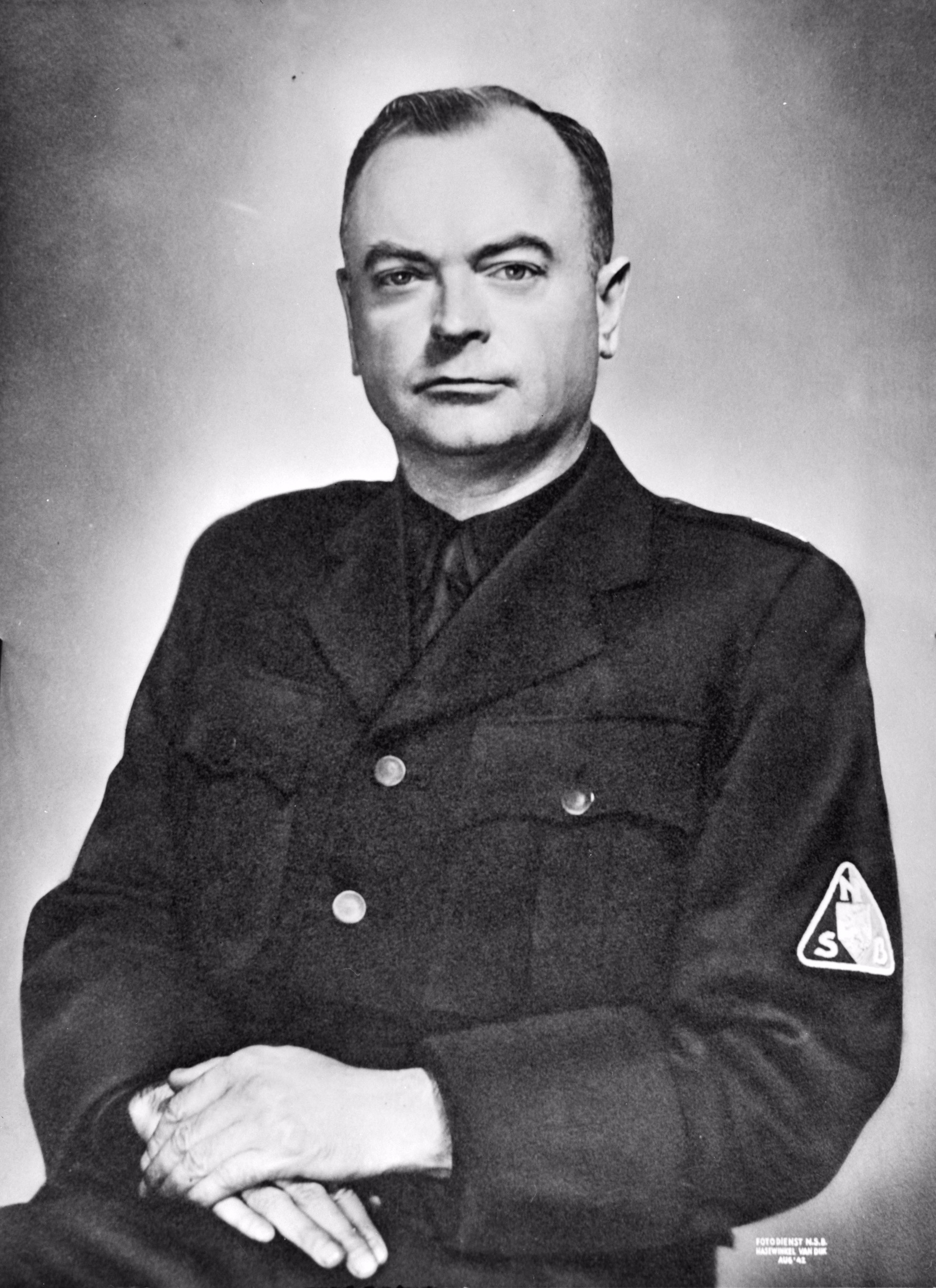
Anton Mussert
7 mei

| 1 | 2 | 3 | 4 | 5 | 6 | 7 | 8 | 9 | 10 | 11 | 12 | 13 | 14 | 15 | 16 | 17 | 18 | 19 | 20 | 21 | 22 | 23 | 24 | 25 | 26 | 27 | 28 | 29 | 30 | 31 |
| - | - | - | - | - | - | - | - | - | -- | -- | -- | -- | -- | -- | -- | -- | -- | -- | -- | -- | -- | -- | -- | -- | -- | -- | -- | -- | -- | -- |

### 7 mei
- Anton Mussert (51), Nederlands politicus, leider van de NSB

### 12 mei
- Franz Zita (66), Tsjechisch componist en dirigent

### 29 mei
- Friedrich Wilhelm Ruppert (41), Duits SS'er

### 30 mei
- Marcela Agoncillo (86), Filipijns historisch figuur

## Juni

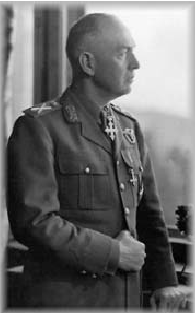
Ion Antonescu
1 juni

| 1 | 2 | 3 | 4 | 5 | 6 | 7 | 8 | 9 | 10 | 11 | 12 | 13 | 14 | 15 | 16 | 17 | 18 | 19 | 20 | 21 | 22 | 23 | 24 | 25 | 26 | 27 | 28 | 29 | 30 |
| - | - | - | - | - | - | - | - | - | -- | -- | -- | -- | -- | -- | -- | -- | -- | -- | -- | -- | -- | -- | -- | -- | -- | -- | -- | -- | -- |

### 1 juni
- Ion Antonescu (63), Roemeens maarschalk en fascistisch politicus

### 10 juni
- Jack Johnson (68), Amerikaans bokser

### 28 juni
- Eduard Veterman (44), Nederlands schrijver en verzetsman

### 29 juni
- Abraham van der Kraan (54), Nederlands architect

## Juli

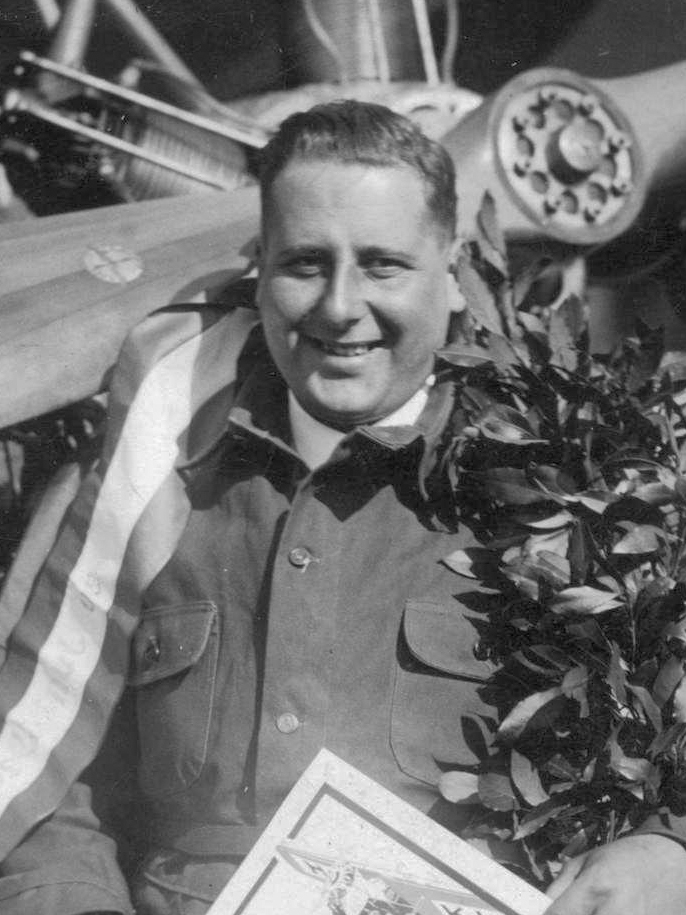
Frits Koolhoven
1 juli

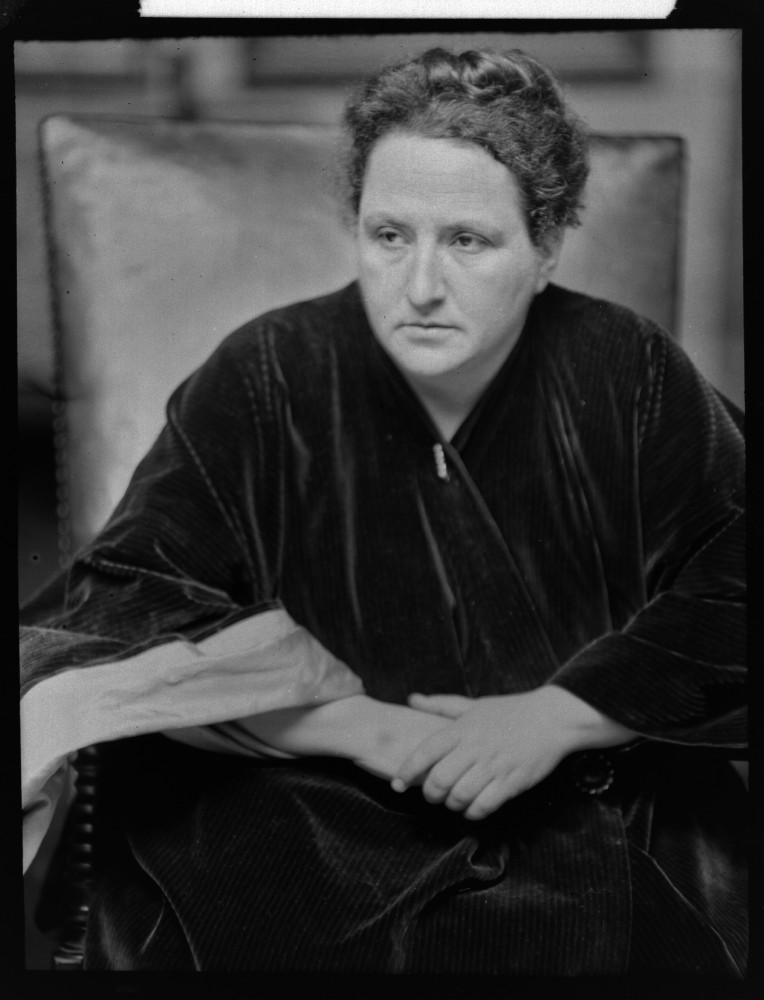
Gertrude Stein
27 juli

| 1 | 2 | 3 | 4 | 5 | 6 | 7 | 8 | 9 | 10 | 11 | 12 | 13 | 14 | 15 | 16 | 17 | 18 | 19 | 20 | 21 | 22 | 23 | 24 | 25 | 26 | 27 | 28 | 29 | 30 | 31 |
| - | - | - | - | - | - | - | - | - | -- | -- | -- | -- | -- | -- | -- | -- | -- | -- | -- | -- | -- | -- | -- | -- | -- | -- | -- | -- | -- | -- |

### 1 juli
- Frits Koolhoven (60), Nederlands luchtvaartpionier

### 4 juli
- Jenny-Wanda Barkmann (24), Duits verpleegster; SS-wachter in concentratiekamp Stutthof

### 6 juli
- Jeanne Lanvin (79), Frans modeontwerpster

### 13 juli
- Alfred Stieglitz (82), Amerikaans fotograaf

### 26 juli
- Aleksandr Vvedenski (56), Russisch geestelijke

### 27 juli
- Gertrude Stein (72), Amerikaans dichteres en schrijfster, geestelijk moeder van The lost generation

## Augustus

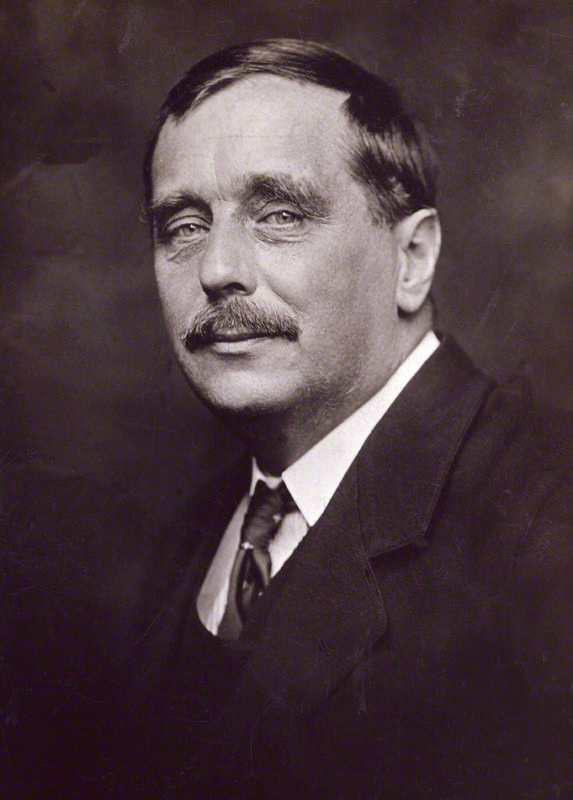
H.G. Wells
13 augustus

| 1 | 2 | 3 | 4 | 5 | 6 | 7 | 8 | 9 | 10 | 11 | 12 | 13 | 14 | 15 | 16 | 17 | 18 | 19 | 20 | 21 | 22 | 23 | 24 | 25 | 26 | 27 | 28 | 29 | 30 | 31 |
| - | - | - | - | - | - | - | - | - | -- | -- | -- | -- | -- | -- | -- | -- | -- | -- | -- | -- | -- | -- | -- | -- | -- | -- | -- | -- | -- | -- |

### 1 augustus
- Andrej Vlasov (45), Russisch generaal

### 2 augustus
- Johannes Hendricus Jurres (71), Nederlands schilder

### 13 augustus
- H.G. Wells (79), Brits schrijver

### 18 augustus
- Georg Åberg (53), Zweeds atleet

## September
| 1 | 2 | 3 | 4 | 5 | 6 | 7 | 8 | 9 | 10 | 11 | 12 | 13 | 14 | 15 | 16 | 17 | 18 | 19 | 20 | 21 | 22 | 23 | 24 | 25 | 26 | 27 | 28 | 29 | 30 |
| - | - | - | - | - | - | - | - | - | -- | -- | -- | -- | -- | -- | -- | -- | -- | -- | -- | -- | -- | -- | -- | -- | -- | -- | -- | -- | -- |

### 3 september
- Paul Lincke (79), Duits componist en theaterkapelmeester

### 6 september
- Lucina Hagman (93), Fins schrijfster en feministe

### 11 september
- Arthur van Schendel (72), Nederlands schrijver

### 15 september
- Antoon Dorregeest (79), Nederlands gewichtheffer
- Tjerk Luitjes (79), Nederlands anarchist

### 18 september
- Piet Soudijn (66), Nederlands atleet

### 22 september
- Margaritte Putsage (77), Belgisch kunstschilderes

### 28 september
- Jean Van den Eeckhoudt (71), Belgisch kunstschilder

## Oktober

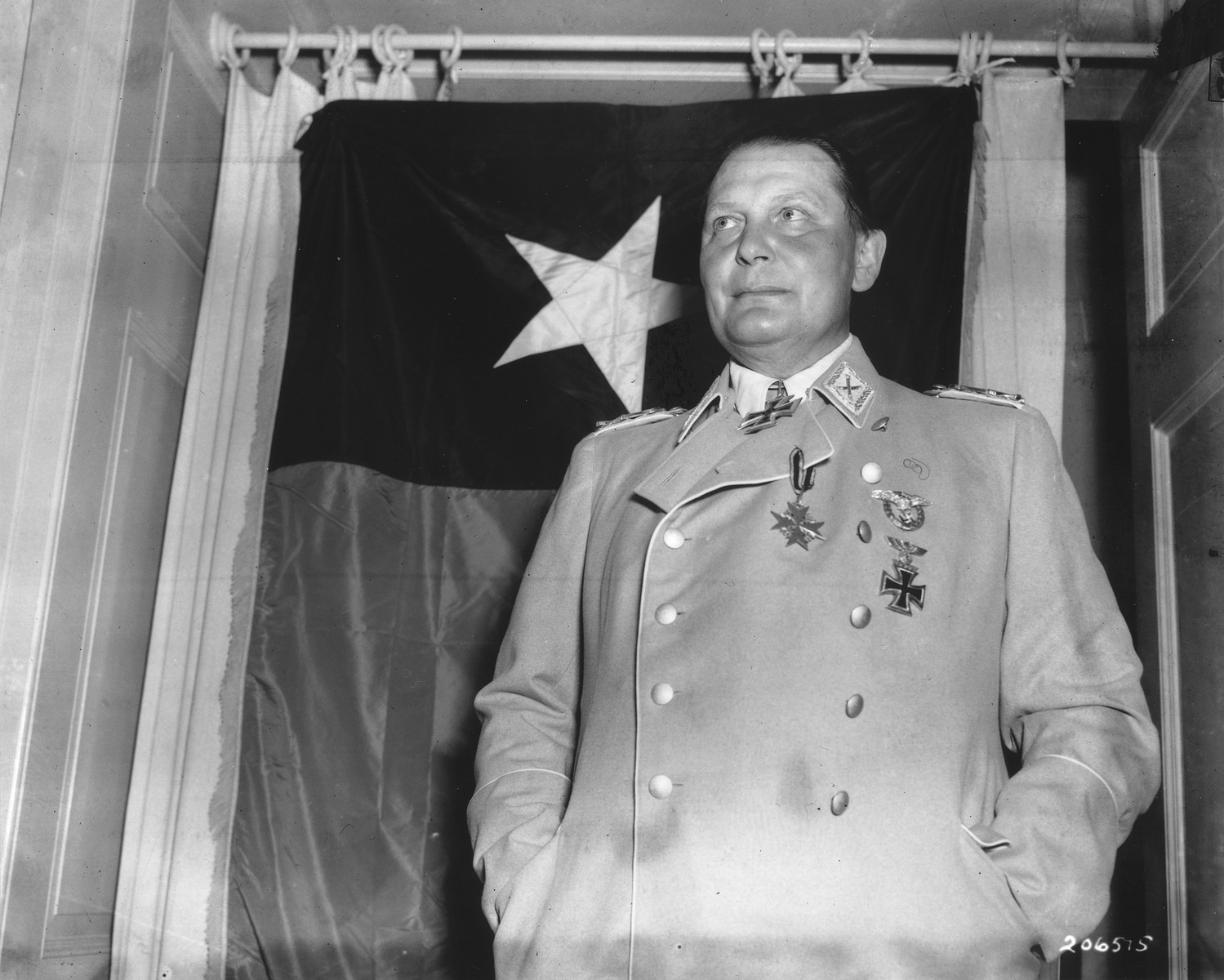
Hermann Göring
15 oktober

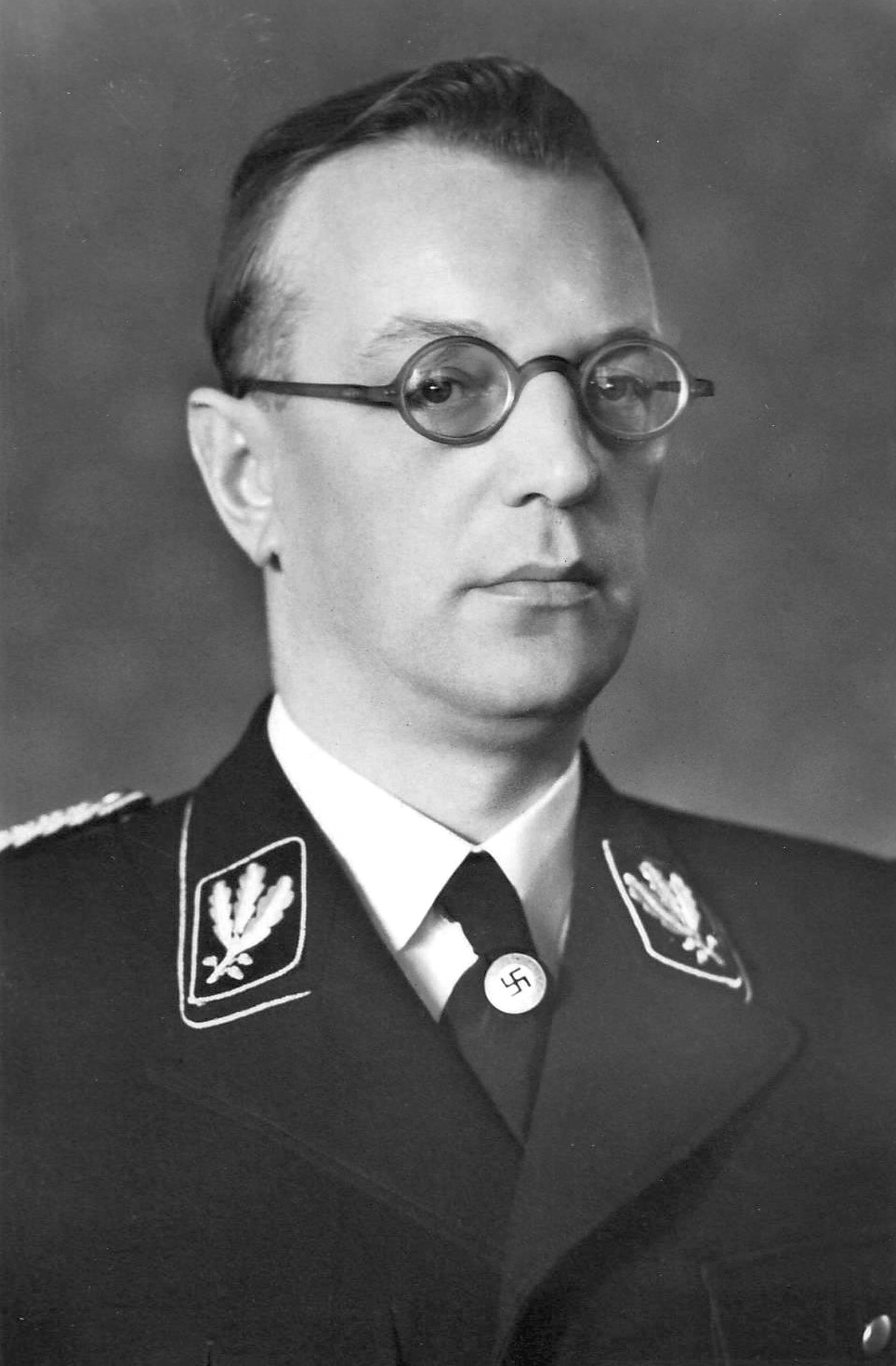
Arthur Seyss-Inquart
16 oktober

| 1 | 2 | 3 | 4 | 5 | 6 | 7 | 8 | 9 | 10 | 11 | 12 | 13 | 14 | 15 | 16 | 17 | 18 | 19 | 20 | 21 | 22 | 23 | 24 | 25 | 26 | 27 | 28 | 29 | 30 | 31 |
| - | - | - | - | - | - | - | - | - | -- | -- | -- | -- | -- | -- | -- | -- | -- | -- | -- | -- | -- | -- | -- | -- | -- | -- | -- | -- | -- | -- |

### 9 oktober
- Charivarius (Gerard Nolst Trenité) (76), Nederlands schrijver, auteur van The chaos

### 10 oktober
- Knut Stenborg (56), Zweeds atleet

### 15 oktober
- Hermann Göring (53), Duits maarschalk en oorlogsmisdadiger

### 16 oktober
- De Duitse nazikopstukken Julius Streicher (61), Joachim von Ribbentrop (53), Wilhelm Keitel (64), Alfred Jodl (56), Ernst Kaltenbrunner (43), Hans Frank (46), Fritz Sauckel (51), Wilhelm Frick (69), Arthur Seyss-Inquart (54) en Alfred Rosenberg (53) worden in Neurenberg opgehangen.

## November

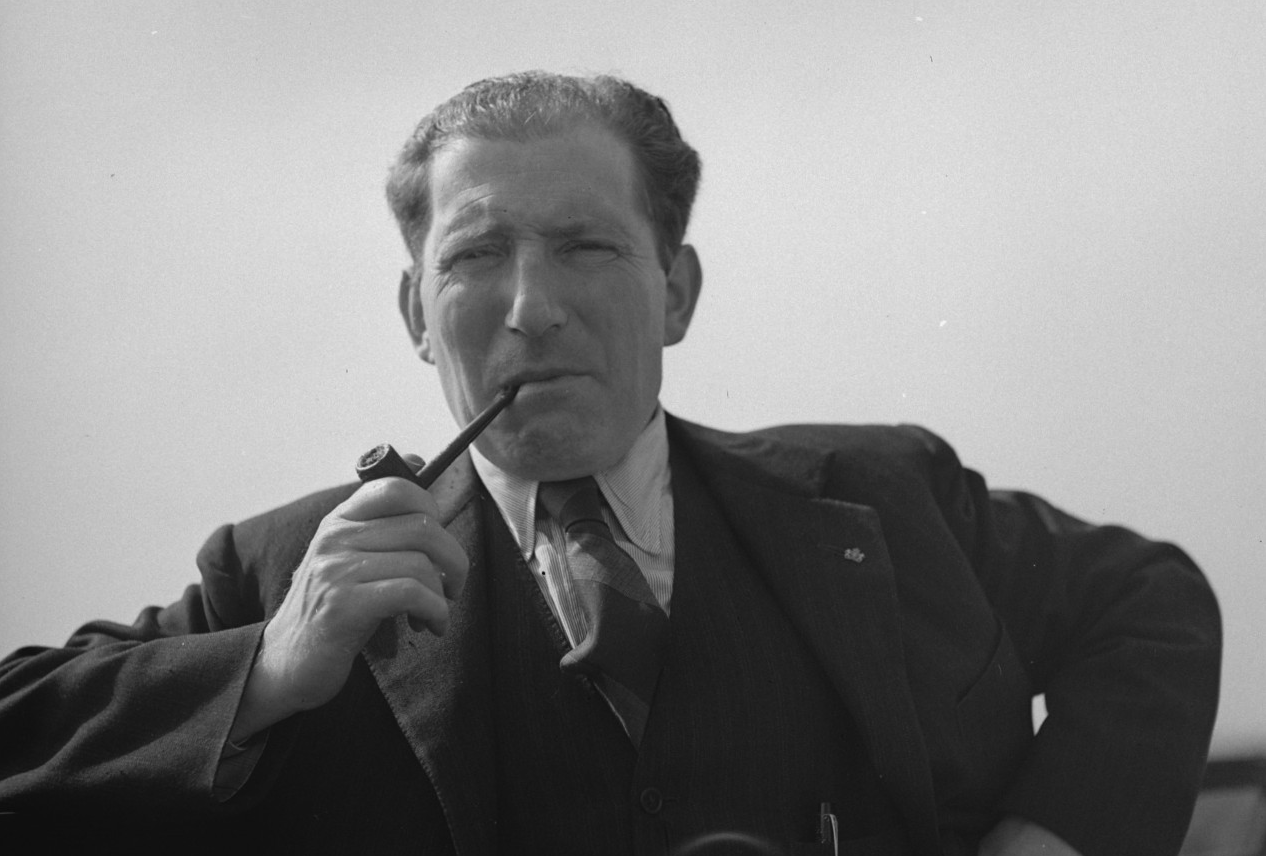
Herman de Man
14 november

| 1 | 2 | 3 | 4 | 5 | 6 | 7 | 8 | 9 | 10 | 11 | 12 | 13 | 14 | 15 | 16 | 17 | 18 | 19 | 20 | 21 | 22 | 23 | 24 | 25 | 26 | 27 | 28 | 29 | 30 |
| - | - | - | - | - | - | - | - | - | -- | -- | -- | -- | -- | -- | -- | -- | -- | -- | -- | -- | -- | -- | -- | -- | -- | -- | -- | -- | -- |

### 5 november
- László Deák (55), Hongaars (SS-)officier en oorlogsmisdadiger

### 14 november
- Manuel de Falla (69), Spaans componist
- Herman de Man (48), Nederlands schrijver

## December

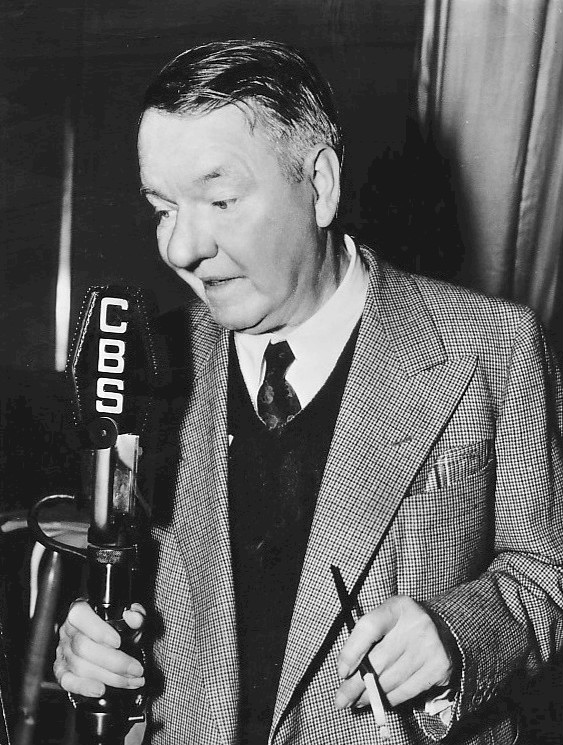
W.C. Fields
25 december

| 1 | 2 | 3 | 4 | 5 | 6 | 7 | 8 | 9 | 10 | 11 | 12 | 13 | 14 | 15 | 16 | 17 | 18 | 19 | 20 | 21 | 22 | 23 | 24 | 25 | 26 | 27 | 28 | 29 | 30 | 31 |
| - | - | - | - | - | - | - | - | - | -- | -- | -- | -- | -- | -- | -- | -- | -- | -- | -- | -- | -- | -- | -- | -- | -- | -- | -- | -- | -- | -- |

### 19 december
- Paul Langevin (74), Frans natuurkundige

### 22 december
- Klaine Gerrit Keizer (72), Nederlands artiest

### 25 december
- W.C. Fields (66), Amerikaans komiek

## Datum onbekend
- Edouard Chappel (ca. 87), Belgisch-Engels kunstschilder

1900 ·
1901 ·
1902 ·
1903 ·
1904 ·
1905 ·
1906 ·
1907 ·
1908 ·
1909 ·
1910 ·
1911 ·
1912 ·
1913 ·
1914 ·
1915 ·
1916 ·
1917 ·
1918 ·
1919 ·
1920 ·
1921 ·
1922 ·
1923 ·
1924 ·
1925 ·
1926 ·
1927 ·
1928 ·
1929 ·
1930 ·
1931 ·
1932 ·
1933 ·
1934 ·
1935 ·
1936 ·
1937 ·
1938 ·
1939 ·
1940 ·
1941 ·
1942 ·
1943 ·
1944 ·
1945 ·
1946 ·
1947 ·
1948 ·
1949 ·
1950 ·
1951 ·
1952 ·
1953 ·
1954 ·
1955 ·
1956 ·
1957 ·
1958 ·
1959 ·
1960 ·
1961 ·
1962 ·
1963 ·
1964 ·
1965 ·
1966 ·
1967 ·
1968 ·
1969 ·
1970 ·
1971 ·
1972 ·
1973 ·
1974 ·
1975 ·
1976 ·
1977 ·
1978 ·
1979 ·
1980 ·
1981 ·
1982 ·
1983 ·
1984 ·
1985 ·
1986 ·
1987 ·
1988 ·
1989 ·
1990 ·
1991 ·
1992 ·
1993 ·
1994 ·
1995 ·
1996 ·
1997 ·
1998 ·
1999 ·
2000 ·
2001 ·
2002 ·
2003 ·
2004 ·
2005 ·
2006 ·
2007 ·
2008 ·
2009 ·
2010 ·
2011 ·
2012 ·
2013 ·
2014 ·
2015 ·
2016 ·
2017 ·
2018 ·
2019 ·
2020 ·
2021 ·
2022 ·
2023 ·
2024 ·
2025